# Masafumi Naoki
Masafumi Naoki (jap. 猶木 雅文, Naoki Masafumi; * 19. November 1993) ist ein japanischer Sprinter.
Beim Leichtathletik-Continentalcup 2014 in Marrakesch wurde er Achter über 200 m und mit dem asiatischen Team Vierter in der 4-mal-100-Meter-Staffel.
Onabuta studiert seit 2012 Rechtswissenschaft an der Chūō-Universität.

## Persönliche Bestzeiten
- 100 m: 10,40 s, 29. April 2014, Hiroshima
- 200 m: 20,44 s, 3. Mai 2014, Fukuroi